# Archdale Palmer (MP)
Archdale Palmer (1661–15 de setembro de 1732) foi um advogado britânico, proprietário de terras e político Whig.
Palmer foi batizado em 3 de dezembro de 1661, o filho mais velho de William Palmer de Wanlip Hall e da sua esposa Elizabeth Danvers. Ele foi educado no Gray's Inn em 1679 e convocado para o bar em 1688. Ele foi eleito membro do Parlamento por Leicester nas eleições gerais de 1695 e foi um defensor consistente do governo durante os três anos que lá passou. Ele não concorreu às eleições de 1698, mas continuou a apoiar a causa Whig até à sua morte em 15 de setembro de 1732.